# Pardaillan (téléfilm)
Pour plus de détails, voir Fiche technique et Distribution.
Pardaillan est un téléfilm par Edouard Niermans et diffusé en 1997 sur Canal+.

## Synopsis
Libre adaptation des ouvrages de Michel Zévaco de la série : Les Pardaillan.

## Fiche technique
- Réalisateur : Édouard Niermans
- Scénario : Michel Leviant, d'après l'œuvre de Michel Zévaco
- Dialogues : Sarah Leviant et Édouard Niermans
- Décors : Jacques Rouxel
- Photographie : Guillaume Schiffman
- Musique : Bruno Coulais
- Son : Jean-Luc Audy
- Montage : Marie Castro-Vasquez
- Production : Philippe Heumann et Georges Campana
- Durée : 86 minutes
- Pays :  France
- Date de diffusion :
  - 12 janvier 1997 sur Canal+

## Distribution
- Guillaume Canet : Jean de Pardaillan
- Jean-Luc Bideau : le chevalier Honoré de Pardaillan
- François Berléand : Henry de Montmorency, comte de Damville
- Garance Clavel : Louise
- Marcel Bozonnet : François de Montmorency
- Mareike Carrière : Jeanne